# Aéroport des Îles-de-la-Madeleine
L'aéroport des Îles-de-la-Madeleine (code IATA : YGR • code OACI : CYGR) est un aéroport situé sur l'île du Havre aux Maisons dans l'archipel des îles de la Madeleine au Québec au Canada. Il est classé comme étant un point d'entrée au Canada et a des douaniers de l'Agence des services frontaliers du Canada.

## Situation

### Carte des aéroports du Québec
| \| 100 km1:14 335 000 \| Victoriaville Gaspé Blanc-Sablon Montréal Mont · Tremblant Gatineau-Ottawa Ivujivik Îles-de-la-Madeleine Waskaganish Val-d'Or Trois-Rivières Sherbrooke Sept-Îles Schefferville Salluit Rouyn · Noranda Rivière-du-Loup Rimouski Radisson · Grande-Rivière Port-Menier Québec Mont-Joli La Tuque La · Tabatière Havre · Saint-Pierre La Romaine Kuujjuarapik Kuujjuaq Kattiniq Chibougamau Charlevoix Bonaventure Baie-Comeau Saguenay-Bagotville |
| 100 km1:14 335 000 |

## Compagnies et destinations
| Compagnies         | Destinations                                                                       |
| ------------------ | ---------------------------------------------------------------------------------- |
| Air Canada Express | En saison : Montréal (P.-E.-Trudeau)                                               |
| Air Saint-Pierre   | En saison : Saint-Pierre                                                           |
| PAL Airlines       | Gaspé (Michel Pouliot), Montréal (P.-E.-Trudeau), Québec (Jean-Lesage)             |
| Pascan Aviation    | Gaspé (Michel Pouliot), Bonaventure, Montréal (Saint-Hubert), Québec (Jean-Lesage) |

Édité  le 17/08/2021

## Annexe